# STS-132
STS-132 (발사체 ULF4)는 국제 우주 정거장을 방문하는 우주왕복선 임무이다. 케네디 우주센터에서 2010년 5월 14일에 발사되었다 기본 임무는 화물 운송 왕복선(ICC-VLD)이 장착된 러시아의 라스벳 소형 연구 모듈이 대상이다. STS-132에는 STS-97부터 시작된 우주 임무에서 처음으로 경력 우주인들만이 승선하였다 (STS-132 이전 임무에서 한번이라도 승선 경력이 있는 우주인들을 지칭한다).
STS-132는 애초에는 STS-335/STS-135 구조 임무에 투여되지 않는다면 우주왕복선 애틀랜티스호의 마지막 임무가 될 예정이었다. 그러나 2011년 2월 NASA는 자금 조달 상황에 관계없이 STS-135가 애틀랜티스와 우주왕복선 계획의 최종 임무로 수행될 것이라고 선언했다.